# Konstantínos Karamanlís (1907-1998)
Pour les articles homonymes, voir Konstantínos Karamanlís.
 (juillet 2018).
Si vous disposez d'ouvrages ou d'articles de référence ou si vous connaissez des sites web de qualité traitant du thème abordé ici, merci de compléter l'article en donnant les références utiles à sa vérifiabilité et en les liant à la section « Notes et références ».
Konstantínos Karamanlís (en grec moderne : Κωνσταντίνος Καραμανλής), né le 8 mars 1907 dans le village de Küpköy (aujourd'hui Próti, district régional de Serrès, en Macédoine-Centrale) et décédé le 23 avril 1998 à Athènes, est un homme d'État grec, figure politique du XXe siècle.
Ministre de la Défense nationale, puis Premier ministre, il est élu président de la République en 1980, assumant un premier quinquennat ; il est reconduit à la présidence de la République en 1990 pour un autre mandat de cinq ans.

## Biographie

### Jeunesse
Quand il naît, Küpköy faisait partie de l’Empire ottoman ; il ne devient citoyen grec qu’en 1913 quand la Macédoine est réunie à la Grèce à la suite de la deuxième guerre des Balkans. Son père, Geórgios Karamanlís, est professeur. Après son enfance en Macédoine, Konstantínos part à Athènes pour ses études de droit. Il exerce ensuite à Serrès et entre en politique au Parti du peuple. Il est élu député pour la première fois à l'âge de 28 ans lors des dernières élections avant la Seconde Guerre mondiale. Pour des raisons de santé, il ne participe pas au conflit gréco-italien et en 1941, après l'invasion de la Grèce par l'armée allemande, il s'installe comme juriste à Athènes, où il se joint à un groupe d'intellectuels militant contre l'occupation.

### Carrière politique

#### Premier ministre
Après la guerre, Karamanlís monte rapidement les échelons du monde politique grec. Son ascension est fortement soutenue par un proche ami et membre du même parti : Lampros Eutaxias alors ministre de l'Agriculture du gouvernement de Konstantinos Tsaldaris. En 1947 il obtient son premier poste de ministre dans ce même gouvernement :  ministre de l'Emploi. Il devient par la suite ministre des Travaux publics dans le gouvernement du Rassemblement grec (en) (Ελληνικού Συναγερμού) d’Aléxandros Papágos. Il s'illustre à cette tâche et entre dans les bonnes grâces de la reine Frederika, dont il devient un ami très proche. Quand Papágos meurt en 1955, le roi Paul Ier le nomme tout naturellement Premier ministre. Le roi le fait ainsi passer devant Stephanos Stephanopoulos et Panagiotis Kanellopoulos qui étaient considérés comme les favoris pour succéder à Papágos.
Karamanlís réorganise le Synagermos en Union radicale nationale (ERE). Il gagne alors une solide majorité lors des trois élections suivantes (1956, 1958 et 1961) et admit le droit de vote des femmes en 1952.
L'historien Dimitris Kousouris relève qu'après la guerre civile, « la droite intègre au sein de l'appareil d'État des personnalités farouchement anticommunistes et de nombreux éléments d'extrême droite. Et dans une période où la polarisation politique reste très forte, le Parti communiste interdit et de nombreuses organisations de gauche réprimées, le Premier ministre n'est pas toujours capable de contrôler ces éléments », comme en témoigne l'assassinat de Grigóris Lambrákis, député de la Gauche démocratique unie (EDA), en mai 1963.
En 1959, il annonce un plan quinquennal pour l'économie grecque en insistant sur l'agriculture, la production industrielle, et en prévoyant de lourds investissements dans les infrastructures et la promotion du tourisme.
Sur le plan international, Karamanlís abandonne l’énosis (unification de la Grèce et de Chypre) prônée par les gouvernements précédents et se prononce en faveur de l'indépendance de Chypre. En 1958, son gouvernement amorce des négociations avec le Royaume-Uni et la Turquie qui aboutissent au traité de Zurich, une base pour l'indépendance de Chypre. En 1959, le plan est ratifié à Londres par l'archevêque Makarios III.

#### L'affaire Merten
Max Merten était Kriegsverwaltungsrat (conseiller administratif militaire) des forces d'occupation nazies à Salonique. En 1959, il est condamné comme criminel de guerre mais amnistié, il est rapidement expulsé en République fédérale d'Allemagne. Le 28 septembre 1960, les journaux allemands Hamburger Echo et Der Spiegel publient des extraits de la déposition de Merten aux autorités allemandes selon lesquelles Karamanlís et Takos Makris (en), le ministre de l'Intérieur, étaient des informateurs pendant l'occupation. Merten affirmait que Karamanlís et Makris auraient été récompensés de leurs services par la transmission d'une entreprise de Salonique appartenant à un commerçant juif envoyé à Auschwitz. Karamanlís réfute ces accusations et prouve que Merten a essayé de le faire chanter avant de revenir sur ses propos par des « aveux ». Il accuse alors l'opposition d'être à l'origine de cette affaire. Cependant, celle-ci reste au cœur des discussions politiques jusqu'aux débuts de 1961 et crée de vives tensions entre le Premier ministre et le roi.

#### Exil
L'Union nationale radicale (ERE) remporte les élections du 29 octobre 1961 avec 50,8 % des voix. Le 31, Georges Papandreou affirme que les résultats sont truqués. Karamanlís rétorque que, si fraude il y a, elle a été organisée par le palais. La tension politique augmenta quand Papandreou refuse de reconnaître le gouvernement Karamanlís. Le 14 novembre 1961, il lance une « lutte persistante » (ανένδοτο αγώνα) contre Karamanlís.
La tension entre le Premier ministre et le palais augmente encore lorsque Karamanlís met son veto à une initiative de collecte de fonds destinée à l'organisation de la reine Frederika. En juillet 1963, Karamanlís démissionne de son poste de Premier ministre après un nouveau désaccord avec le roi Paul et part quatre mois à l'étranger. Le pays est alors en ébullition à cause de l'assassinat du docteur Gregoris Lambrakis, un membre de la gauche au parlement, par l'extrême-droite pendant une manifestation pour la paix à Thessalonique.
En novembre, Karamanlis et son parti perdent les élections législatives au profit de l'Union du centre (Ένωση Κέντρου) de Papandreou. Déçu par le résultat, Karamanlís quitte la Grèce et passe les onze années suivantes en un exil à Paris en France, où il devient un ami de Valéry Giscard d'Estaing. Il est remplacé par Panagiotis Kanellopoulos à la tête de l'ERE.

#### À nouveau Premier ministre

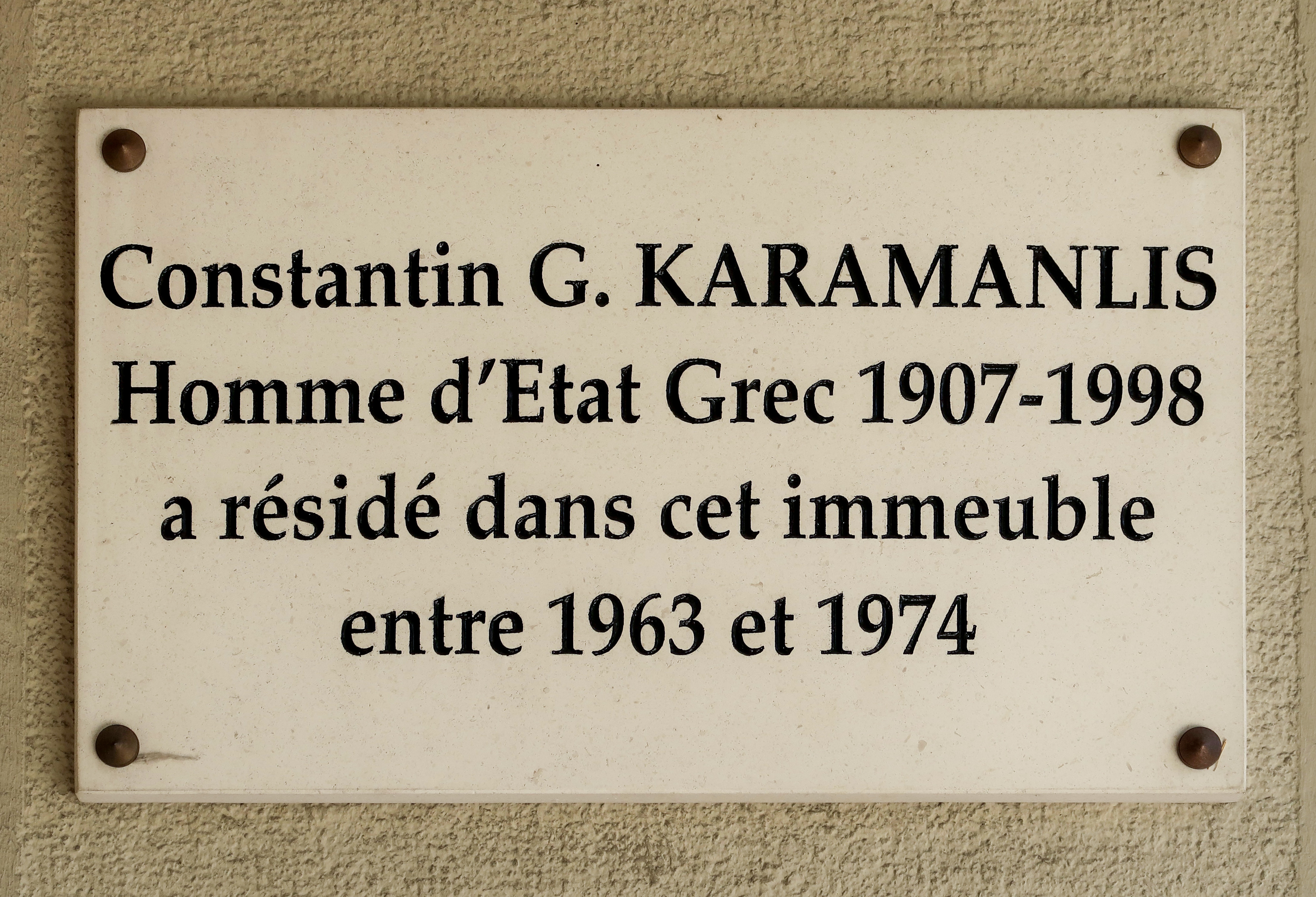
Plaque boulevard de Montmorency (Paris).

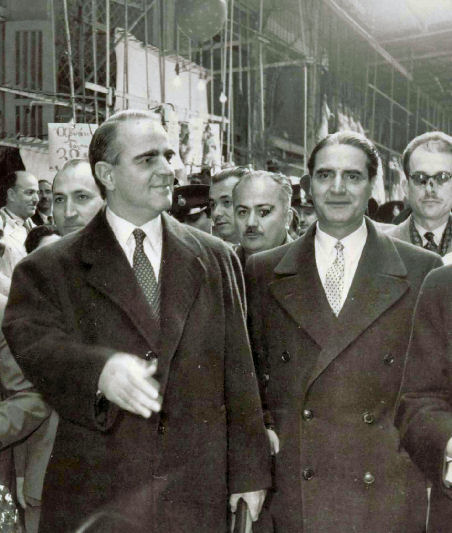
Le futur président Karamanlís visite le marché couvert d'Athènes dans les années 1960.

Durant le long de son exil en France (il vit entre 1963 et 1974 au 21 boulevard de Montmorency, à Paris), Karamanlís s'oppose, verbalement, à la dictature des colonels, la junte militaire qui a pris le pouvoir en Grèce en avril 1967. En juillet 1974, placé dans l'impasse à la suite de l'invasion de Chypre par les Turcs, le régime des colonels croit bon de faire appel à lui. Karamanlís ne pose alors aucune condition et retourne à Athènes à bord de l'avion présidentiel français prêté par Valéry Giscard d'Estaing. Il est nommé Premier ministre d'un gouvernement d'union nationale.
Malgré l'instabilité et le danger de la situation politique, qui le forcent à dormir à bord d'un yacht protégé par un destroyer pendant plusieurs semaines après son retour, Karamanlís agit promptement pour relâcher la tension entre la Grèce et la Turquie qui étaient au bord de la guerre à cause de la crise chypriote. Il lance également le processus de transition de la dictature militaire à une démocratie pluraliste.
Pendant cette période appelée « metapolítefsi » (Μεταπολίτευση), Karamanlís légalise le Parti communiste grec (KKE), adopte une approche douce pour faire partir les collaborateurs et les sympathisants de la dictature et, voulant confirmer son autorité, annonce des élections pour novembre 1974, moins de quatre mois après la chute de la dictature.
Lors de ces élections, Karamanlís et son nouveau parti, la Nouvelle Démocratie, obtiennent une majorité écrasante au Parlement et il reste Premier ministre. Ces élections sont alors rapidement suivies par le plébiscite de 1974 pour la confirmation de l'abolition de la monarchie au profit de la République, puis début 1975, par l'arrestation et le procès télévisé des anciens dictateurs qui croyaient mériter sa gratitude pour l'avoir rappelé et n'avaient même pas imaginé avoir à fuir en exil. Ils sont condamnés à la peine de mort pour haute trahison et mutinerie, peine commuée en prison à perpétuité. Une nouvelle constitution est rédigée la même année.

#### L'intégration dans la Communauté européenne
En 1977, La Nouvelle Démocratie remporte à nouveau les élections et Karamanlís continue à se maintenir au pouvoir en tant que Premier ministre jusqu'en 1980. Il se fait alors élire président de la République, et il parvient à signer l'acte d'adhésion de son pays à la communauté économique européenne le 28 mai 1979 à Athènes, mais uniquement grâce à l'appui indéfectible et à l'opiniâtreté de Valéry Giscard d'Estaing.

#### Président de la République
Élu président de la République en 1980, il démissionne de son poste le 10 mars 1985, peu avant la fin de son mandat, quand le PASOK, au pouvoir depuis 1981, refuse de lui accorder un second quinquennat, lui préférant un candidat issu de ses rangs, Chrístos Sartzetákis, qui est élu le 29 mars.
À nouveau élu à la présidence de la République, en 1990 par une majorité parlementaire conservatrice, Karamanlís reste président jusqu'en 1995 et Konstantínos Stephanópoulos lui succède.
Il considère l'adhésion de son pays à la CEE comme la démarche la plus décisive et la plus heureuse des deux dernières décennies, aussi bien dans le domaine de la politique étrangère que dans celui de l'économie.

## Héritage
Karamanlís prend sa retraite en 1995 à l'âge de 88 ans après avoir gagné cinq élections parlementaires, passé au pouvoir 14 ans en tant que Premier ministre et 10 ans en tant que président de la République pour un total de soixante ans dans la vie politique active. Pour cette longue période au service de la démocratie puis de la cause européenne, Karamanlís reçut le prix international Charlemagne d'Aix-la-Chapelle en 1978.
Il meurt le 23 avril 1998 d'une courte maladie à l'âge de 91 ans. Il lègue ses archives à la Fondation Konstantínos Karamanlís qu'il avait lui-même fondée.
Son neveu Kóstas Karamanlís devint le chef de Nea Dimokratia ainsi que Premier ministre de mars 2004 à octobre 2009.
Karamanlís a été loué pour avoir présidé la Grèce au début d'une période de croissance économique rapide (1957–1961) et pour avoir soutenu l'adhésion de son pays à la communauté naissante des nations européennes, devenue par la suite l'Union européenne. Ses admirateurs l'appellent l'Ethnarque charismatique. Certains de ses détracteurs de la gauche radicale l'accusent d'avoir mené un « para-État » qui pardonne à des groupes anti-communistes et dont les membres ont pratiqué ce qu'ils appellent en grec βία και νοθεία, via kai notheia (la violence et le truquage) lors de la fraude électorale entre l'ERE et le parti de l'union du centre. Certains de ses détracteurs conservateurs ont critiqué sa politique économique socialiste pendant les années 1970 et notamment la nationalisation d'Olympic Airways et de la Banque Emporiki. Karamanlís a aussi été critiqué pour sa gestion de la crise chypriote de 1974. Mais la plupart s'accordent à dire qu'il a orchestré avec succès la transition de la dictature à la démocratie parlementaire en 1974.

## Distinction
- Collier de l'ordre de Pie IX (6 avril 1982 par le pape Jean-Paul II[3])